# San Juan de Rioseco
San Juan de Rioseco – miasto w Kolumbii, w departamencie Cundinamarca.